# Amphoe Ban Dan
Amphoe Ban Dan (thaï : บ้านด่าน) est un amphoe de la province de Buriram.